# Charles Pickel
Charles Pickel (sinh ngày 15 tháng 5 năm 1997) là một cầu thủ bóng đá chuyên nghiệp hiện đang thi đấu ở vị trí tiền vệ phòng ngự cho câu lạc bộ Cremonese tại Serie B. Sinh ra tại Solothurn, Thụy Sĩ, anh thi đấu cho Đội tuyển bóng đá quốc gia Cộng hòa Dân chủ Congo.

## Sự nghiệp thi đấu

### FC Basel
Pickel bắt đầu sự nghiệp bóng đá trẻ của mình với FC Solothurn. Vào mùa hè năm 2011, anh chuyển đến đội trẻ của FC Basel và chơi ở đội U-16 của họ và được đôn lên đội U-17 và U-18 của họ,  rồi lên đội U-21 của họ vào năm 2015. Vào ngày 23 tháng 12 năm 2015, anh ấy đã ký hợp đồng chuyên nghiệp 2,5 năm với câu lạc bộ, nhưng vẫn ở lại đội U-21. Ngày 16 tháng 5 năm 2016, Pickel được đôn lên đội 1 bởi huấn luyện viên Urs Fischer. Anh ra mắt đội 1 tại Giải vô địch bóng đá quốc gia Thụy Sĩ, trong trận gặp Luzern, nhưng Basel đã phải hứng chịu trận thua đậm 0-4. Basel vô địch Giải vô địch bóng đá quốc gia Thụy Sĩ vào cuối mùa giải 2015–16. Đối với câu lạc bộ, đó là danh hiệu thứ 7 liên tiếp và là danh hiệu thứ 19 của họ trong lịch sử.
Pickel đã dứt khoát gia nhập đội một của Basel cho mùa giải 2016–17 dưới sự dẫn dắt của huấn luyện viên Urs Fischer. Mặc dù anh đã xuất hiện trong 10 trận đấu thử nghiệm, nhưng anh chỉ chơi một trận đấu tại Giải vô địch bóng đá quốc gia Thụy Sĩ nữa, trong trận đấu trên sân nhà St. Jakob-Park vào ngày 4 tháng 2 năm 2017 khi Basel thắng 4–0 trước Lugano. Basel thông báo rằng vào ngày 1 tháng 3, Pickel sẽ rời câu lạc bộ. Với đội U-21, Pickel đã chơi 38 bàn, ghi được 3 bàn. Trong thời gian ngắn thi đấu cho đội một của Basel, Pickel đã chơi tổng cộng 13 trận mà không ghi được bàn nào. 3 trong số các trận đấu này thuộc Giải vô địch bóng đá quốc gia Thụy Sĩ và 10 trận là giao hữu.

### Grasshopper Club
Vào ngày 1 tháng 3 năm 2017, Basel thông báo rằng Pickel đã gia nhập câu lạc bộ Grasshopper Club. GC thông báo rằng anh đã ký bản hợp đồng kéo dài 4,5 năm với đội bóng. Pickel ra mắt đội bóng vào ngày 5 tháng 3 năm 2017 trên sân vận động Swissporarena, trong trận hòa 1-1 trước Luzern.

### Grenoble
Vào ngày 1 tháng 7 năm 2019, Grasshopper Club Zürich thông báo rằng Pickel đã gia nhập câu lạc bộ Grenoble tại Ligue 2.

### Cremonese
Ngày 22 tháng 7 năm 2022, có thông báo rằng Pickel đã gia nhập tân binh của Serie A, Cremonese.

## Sự nghiệp quốc tế

### Các ĐTQG trẻ Thụy Sĩ
Sinh ra tại Thụy Sĩ, Pickel là người gốc Cộng hoà dân chủ Congo. Pickel thi đấu 1 trận đấu quốc tế cho đội tuyển U-15 Thụy Sĩ. Anh ra mắt cho U-18 Thụy Sĩ vào ngày 2 tháng 9 năm 2014, trong trận hòa 2–2 trước U-18 Thụy Điển. Anh ra mắt cho đội tuyển U-19 Thụy Sĩ vào ngày 1 tháng 9 năm 2015, trong trận hòa 1–1 trước U-19 Bồ Đào Nha. Trận đấu cuối cùng của anh cho đội tuyển U-20 Thụy Sĩ là vào ngày 27 tháng 3 năm 2018, trong chiến thắng 3-2 trước U-20 Ý.

### ĐTQG Cộng hòa dân chủ Congo
Pickel được gọi lên đội tuyển CHDC Congo để chuẩn bị cho các trận đấu tại Vòng loại Cúp bóng đá châu Phi 2023 vào tháng 9. Anh ra mắt quốc tế trong chiến thắng 2–0 trước Sudan vào ngày 9 tháng 9 năm 2023, thực hiện một đường kiến tạo cho đồng đội mở tỷ số.

## Danh hiệu
FC Basel
- Giải bóng đá vô địch quốc gia Thụy Sĩ: 2015–16, 2016–17